# Cronologia de la dinastia Han
La dinastia Han es va mantenir al poder durant més de quatre segles (202 aC - 220 dC). Es divideix en dos grans períodes, Han Occidentals o Han Anteriors (202 aC - 9 dC) o Han Orientals o Posteriors (25 dC - 220 dC) separats per un breu període amb la Dinastia Xin (9 dC - 25 dC).
|          | Esdeveniments |                                                         |
| Dates aC | Dinastia Han Occidental o Han Anteriors (202 aC - 9 dC) | Dinastia Han Occidental o Han Anteriors (202 aC - 9 dC) |
| -------- | --- | ------------------------------------------------------- |
| 202      | Liu Bang funda la dinastia dels Han, conegut pel seu nom de temple Gaozu |                                                         |
| 200      | La capital de l'imperi s'instal·la a Chang'an (actual Xia'n). Xiao He dissenya els plànols dels palaus imperials i Shusun Tong elabora el ritual de la cor. Els xinyu de Lu Jia son llegits davant de l'emperador. |                                                         |
| 198      | Construcció del palau Weiyang a la capital Chang'an |                                                         |
| 195      | Mort de l'emperador Gaozu. Liu Yung ocupa el lloc del seu pare amb el títol d'emperador Huidi, però l'emperadriu Lü Zhi i el seu clan ocupen el poder.                                                             |                                                         |
| 194-190  | Construcció de les muralles de Chang'an |                                                         |
| 191      | Abolició de part de les lleis més rigoroses de la dinastia Qin |                                                         |
| 189      | Construcció del mercat de l'Oest de Chang'an |                                                         |
| 188      | Mort de l'emperador Huidi |                                                         |
| 186      | Manuscrits de Zhangjiashan (textos sobre bambú) |                                                         |
| 180      | Mort de l'emperadriu Lü. Puja al tro Liu Heng amb el nom de Wendi i el clan de l'emperadriu és exterminat. |                                                         |
| 177      | Els Xiongnu arriban fins a Henan |                                                         |
| 174      | Jia Yi presenta a l'emperador el seu programa d'acció política "Zhi'ance" o "Xinsghu". Mort del "shanyu" Modu fundador de l'imperi Xiongnu.                                                                        |                                                         |
| 165      | Primeres proves oficials per la selecció de funcionaris |                                                         |
| 157      | Mort de l'emperador Wendi. El succeeix Liu Qi amb nom d'emperador Jingdi. Mort de Lu Jia. |                                                         |
| 154      | Rebel·lió dels Set Regnes |                                                         |
| 144      | Incursió dels Xiongnu a Shanxi |                                                         |
| 141      | Mort de l'emperador Jingdi. El succeeix Liu Che amb el nom d'emperador Wudi. |                                                         |
| 133      | Guerres amb els Xiongnu |                                                         |
| 130      | Construcció d'una carretera entre Sichuan i Guizhou |                                                         |
| 129      | Construcció d'un canal entre Shaanxi i Henan |                                                         |
| 128      | Primeres campanyes militars a Manxúria i Corea |                                                         |
| 121      | L'exèrcit Han penetra 1000 km dins Mongòlia |                                                         |
| 119      | L'Estat crea un monopoli sobre la sal i el ferro |                                                         |
| 104      | Reforma del calendari: l'any comença a partir del primer mes lunar entre gener i febrer |                                                         |
| 109      | Annexió del Regne de Dian; ocupació de la meitat nord de la península coreana |                                                         |
| 95       | Canalització del riu Wei i del riu Jing a Shaanxi |                                                         |
| 90       | Publicació de les "Memòries històriques - shiji" (史记) de Sima Qian |                                                         |
| 87       | Mort de l'emperador Wudi, el succeeix Liu Fuling amb el nom d'emperador Zhaodi |                                                         |
| 87-60    | Huo Guang regent |                                                         |
| 86-83    | Revoltes al sud-est de l'imperi |                                                         |
| 74       | Mort de l'emperador Zhaodi, el succeeix Liu He com a rei Changyi i posteriorment Liu Bingyi (també conegut com Liu Xun), com a emperador Xuandi                                                                    |                                                         |
| 49       | Mort de l'emperador Xuandi, el succeeix Liu Shi, com a emperador Yuan |                                                         |
| 33       | Mort de l'emperador Yuan, el succeeix Liu Ao, com a emperador Chengdi |                                                         |
| 7        | Mort de l'emperador Chengdi, el succeeix Liu Xin com a emperador Aidi |                                                         |
| 1        | Mort de l'emperador Aidi, el succeeix Liu Kan com a emperador Pingdi |                                                         |
| 2        | Primer cens: 12,4 milions de llars, 51,7 milions de persones |                                                         |
| 5        | Mort de l'emperador Pingdi, el succeeix Liu Ying com a emperador Ruzi |                                                         |
| 6        | Wang Mang exerceix com a regent |                                                         |
| Dates dC | Dinastia Xin (9dc - 25 dC) |                                                         |
| 9        | Wang Mang funda la Dinastia Xin. |                                                         |
| 11       | El riu Groc trenca els dics i canvia de curs |                                                         |
| 17       | Insurreccions populars a conseqüència de les calamitats naturals |                                                         |
| 22       | Expedicions militars contra els insurgents de Shandong i Hubei |                                                         |
| 23       | La dinastia fundada per Wang Meng arravatada per les sublevacions populars i les rebel·lions dels nobles de l'anterior dinastia.                                                                                   |                                                         |
|          | Dinastia Han Oriental (25 dC - 220 dC) o Han Posteriors |                                                         |
| 25       | Liu Xiu es proclama emperador, amb el nom de Guangwu i s'inicia la Dinastia Han Oriental o Han Posteriors, amb la capital a Luoyang                                                                                |                                                         |
| 40       | Revolta de les poblacions de la conca del riu Roig i de Guangdong occidental. |                                                         |
| 42-43    | Expedicions victorioses contra la rebel·lió dels germans vietnamites Trung |                                                         |
| 57       | Mor l'emperador Guangwu. Ambaixada dels japonesos de Kyūshū |                                                         |
| 57       | Liu Yang es proclama emperador amb el nom de Mingdi |                                                         |
| 65       | Primera menció d'una comunitat budista a Pengcheng al nord de Jiangsu |                                                         |
| 70       | Construcció del canal de Bian a Henan |                                                         |
| 75       | Mor l'emperador Mingdi. Liu Da ocupa el tro amb el nom de Zhangdi |                                                         |
| 87       | Ambaixada de l'Imperi Kuixan a Luoyang |                                                         |
| 88       | Mor l'emperador Zhangdi, Liu Zhao ocupa el tro amb el nom de Hedi. Supressió del monopoli del ferro i de la sal |                                                         |
| 89-105   | Ambaixades índies a Luoyang |                                                         |
| 100      | Edició del primer diccionari de caràcters (shuowen jiezi - 说文解字) |                                                         |
| 101      | Ambaixada de l'Imperi Part |                                                         |
| 105      | Mor l'emperador Hedi, el succeeix Liu Long amb el nom de Shangdi |                                                         |
| 106      | Mor l'emperador Shangdi, el succeeix Liu Hu amb el nom de Andi |                                                         |
| 120      | Ambaixada del regne Shan de Birmania |                                                         |
| 124      | Construcció de l'esfera armil·lar de Zhang Heng |                                                         |
| 125      | Mor l'emperador Andi, el succeeix Liu Yi amb el nom de Shaodi |                                                         |
| 125      | Mor l'emperador Shaodi, el succeeix Liu Bao amb el nom d'emperador Shun |                                                         |
| 135      | Els eunucs son autoritzats a adoptar fills |                                                         |
| 144      | Mor l'emperador Shun, el succeeix Liu Bing amb el nom de Chong |                                                         |
| 145      | Mor l'emperador Chong, el succeseix Liu Zuan amb el nom de Zhi |                                                         |
| 146      | Mor l'emperador Zhi, el succeeix Liu Zhi amb el nom de Huan |                                                         |
| 157      | Cens: 56,4 milions de persones |                                                         |
| 167      | Mor l'emperador Huan, el succeeix Liu Hong amb el nom d'emperador Ling |                                                         |
| 169      | Victòria important sobre els Qiang |                                                         |
| 184      | Rebel·lió dels Turbants Grocs. Fundació del Moviment taoista dels Mestres Celestes o de les Cinc Mesures d'Arroç (Wǔ Dǒu Mǐ Dào - 五斗米道/ 测安)                                                                  |                                                         |
| 189      | Mor l'emperador Ling. Regnat de 189 a 220 de Liu Xie com a emperador Xian |                                                         |
| 190      | Començament de la presència important de Cáo Cāo. El moviment taoista dels Mestres Celestes crea un estat independent a Sichuan a la província de Shaanxi.                                                         |                                                         |
| 194      | Fam i misèria a Chang'an |                                                         |
| 201      | Cáo Cāo s'apodera de quasi tota la Xina del Nord |                                                         |
| 220      | Mor Cao Cao. Fí de la dinastia Han, inici del període dels Tres Regnes (Wei, Wu i Shu Han) |                                                         |